# Оно, Сусуму
Сусуму Оно (яп. 大野 乾 О:но Сусуму, 1 февраля 1928, Кэйдзё, Генерал-губернаторство Корея — 13 января 2000) — известный японско-американский генетик и эволюционный биолог.
Член Национальной академии наук США (1981).

## Биография
Родился в Кэйдзё в семье японского министра образования правительства корейского генерал-губернаторства. В 1945 году семья была вынуждена вернуться в Японию. Оно позже стал гражданином США. В 1970 году опубликовал работу Evolution by Gene Duplication, в которой постулировал роль дупликации генов в эволюции. В 1986 году опубликовал в Immunogenetics текст о связи ДНК и музыки. Был вовлечён в активную исследовательскую работу до 1996 года.

## Личная жизнь
В 1951 году женился на Мидори Аояму, которая занималась музыкой. У них родились два сына и дочь.
Любил лошадей. Обладал степенью Ph.D. а области ветеринарии.